# Малий Раковець
Ма́лий Ра́ковець — село в Білківській громаді Хустського району Закарпатської області України.
Селом тече струмок Тодолиць.
В селі Малий Раковець є 3 школи, 2 дошкільно-навчальні заклади. Село Малий Раковець розташоване за 18 км від районного центру, у сприятливих кліматичних умовах на півдні Закарпаття. Село межує з Хустським і Виноградівським районами, селами: Імстичево, Великий Раковець
Поблизу села розташована гора Тупий — найвища вершина масиву Тупий (частина Вулканічного хребта) в Українських Карпатах.

Плитянка
Плитянка — колишнє село в Україні, в Закарпатській області.
Обєднане з селом Малий Раковець рішенням облвиконкому Закарпатської області № 438 від 30.07.1962
Село Малий Раковець розкидано на семи пагорбах. На одному з них — присілок Плитянка. Він знаходиться майже за три кілометри від центру села. Розпуття, де розходяться три дороги, як іти у присілок Плитянки, відоме місцем збору босоркань та їхніх гулянь і злих діянь.
Назва присілка «Плитянки» походить від слова «плыисти». Через Плитянки в давні часи були дороги, якими люди возили дрова «чморгом». При цьому ті «чморгаки» (дрова)  часто «пливли», тобто втікали набік з дороги. Присілок " Плитянки " займає третю частину Малого Раківця і налічує 126 хат.
До 1929 року на присілку «Плитянки» власної школи не було. Всі діти з Плитянок ходили до школи, яка знаходилася в центрі села. Історія школи як такої веде свій початок з 1934 року. З огляду на те, що контроль за освітою із боку сільської управи з центру був ослаблений  та через значну віддаленість від  центру було прийнято рішення початком 1934/1935 н.р. створити в Плитянках самостійну управу, як адміністративну так  і педагогічну .

## Населення
Згідно з переписом УРСР 1989 року чисельність наявного населення села становила 2941 особа, з яких 1422 чоловіки та 1519 жінок.
За переписом населення України 2001 року в селі мешкали 3072 особи.

## Храми
Церква Покров Пресвятої Богородиці. 1887. Побудований греко-католиками бо ціле село було таким, але з приходом Радянської влади а точніше МОСКОВСЬКОГО ПАТРІАРХАТУ відбирають церкві передають її Москалям.

Наступну церкву збудовано з каменю в базилічному стилі. Ю. Жаткович у праці «Етнографический очерк утро-русских» (1895 p.) згадує одного з будівничих цієї церкви. Ним був відомий тоді тесля Федір Лях, що працював на будівництві церков, шкіл, фар.
У 1885 р. майстер Лях майстерно вкрив бляхою турню новозбудованої церкви, хоч до того не займався бляхарством.
З приходом радянської влади місцевий греко-католицький священик Степан Верб'єшук був засуджений у 1948 р. на 10 р. каторги.
Після чого радянська влада передала храм окупантам московського патріархату, які користуються церквою до цього часу. У 1991 р. Іван Андрішко розмалював церкву в інтер'єрі.

### Мова
Розподіл населення за рідною мовою за даними перепису 2001 року:
| Мова       | Відсоток |
| ---------- | -------- |
| українська | 99,68 %  |
| російська  | 0,23 %   |
| молдовська | 0,06 %   |